# (4721) Atahualpa
(4721) Atahualpa (4239 T-2) – planetoida z grupy pasa głównego asteroid okrążająca Słońce w ciągu 3,39 lat w średniej odległości 2,25 j.a. Odkryta 29 września 1973 roku.